# Östra Flakaträsk

Östra Flakaträsk är en by i Kalix kommun. Här fanns tidigare en järnvägsstation(1918-1986) med samma namn som samhället som låg längs med den nedlagda sträckningen av Haparandabanan.  